# Az FC Sopron 2001–2002-es szezonja
Az FC Sopron 2001–2002-es szezonja szócikk az FC Sopron első számú férfi labdarúgócsapatának egy szezonjáról szól.

## Mérkőzések
| Színmagyarázat | Színmagyarázat |
| -------------- | -------------- |
|                | Győzelem.      |
|                | Döntetlen.     |
|                | Vereség.       |

### Borsodi Liga 2001–02

#### Őszi fordulók
| 1. forduló 2001. július 15. |

| Videoton                     | 1 – 0   | FC Sopron               |
| ---------------------------- | ------- | ----------------------- |
| Komódi 76' Leo 55' Csató 90' | (0 – 0) | Horváth 64' Vilotić 78' |

| Sóstói Stadion, Székesfehérvár Nézőszám: 3 000 Játékvezető: Bede Ferenc (magyar) |

| 2. forduló 2001. július 21. |

| FC Sopron                                      | 2 – 2   | Dunaferr SE                                      |
| ---------------------------------------------- | ------- | ------------------------------------------------ |
| Sira 32' Somogyi 57' Szabados 55' Perger 90+3' | (1 – 1) | Zováth 10' 59' Penksa 53' Éger 60' Nikolov 90+2' |

| Káposztás utcai Stadion, Sopron Nézőszám: 3 000 Játékvezető: Szarka Zoltán (magyar) |

| 3. forduló 2001. július 28. |

| Haladás           | 2 – 1   | FC Sopron                                   |
| ----------------- | ------- | ------------------------------------------- |
| Filipović 87' 90' | (0 – 1) | Tóth M. 7' Sira 4' Somogyi 59' Orabinec 74' |

| Rohonci úti stadion, Szombathely Nézőszám: 6 000 Játékvezető: Ábrahám Attila (magyar) |

| 4. forduló 2001. augusztus 5. |

| FC Sopron                                      | 1 – 2               | Ferencváros                              |
| ---------------------------------------------- | ------------------- | ---------------------------------------- |
| Somogyi 24' (11-esből) Salagean 15' Vincze 77' | (1 – 1) Jegyzőkönyv | Hrutka 29' Kriston 57' 11' Szkukalek 80' |

| Káposztás utcai Stadion, Sopron Nézőszám: 6 000 Játékvezető: Bede Ferenc (magyar) |

| 5. forduló 2001. augusztus 11. |

| Vasas                 | 0 – 2   | FC Sopron                            |
| --------------------- | ------- | ------------------------------------ |
| Szili 44' Tóth A. 72' | (0 – 2) | Somogyi 13' Tóth M. 16' Salagean 45' |

| Fáy utca, Budapest Nézőszám: 920 Játékvezető: Arany Tamás (magyar) |

| 6. forduló 2001. augusztus 18. |

| FC Sopron                                         | 4 – 0   | Győri ETO |
| ------------------------------------------------- | ------- | --------- |
| Orabinec 24' Sira 53' Tóth M. 57' 72' Horváth 54' | (1 – 0) |           |

| Káposztás utcai Stadion, Sopron Nézőszám: 6 000 Játékvezető: Juhos Attila (magyar) |

| 7. forduló 2001. augusztus 25. |

| MTK Hungária                           | 4 – 0   | FC Sopron           |
| -------------------------------------- | ------- | ------------------- |
| Illés 29' 87' Buzsáky 63' Ferenczi 67' | (1 – 0) | Sira 65' Perger 72' |

| Hungária körút, Budapest Nézőszám: 2 000 Játékvezető: Drucskó János (magyar) |

| 8. forduló 2001. szeptember 8. |

| FC Sopron                                             | 3 – 2   | Zalaegerszegi TE                   |
| ----------------------------------------------------- | ------- | ---------------------------------- |
| Orabinec 25' Tóth M. 52' Csiszár 83' 84' Salagean 72' | (1 – 0) | Egressy 57' 72' Nagy 10' Telek 39' |

| Káposztás utcai Stadion, Sopron Nézőszám: 4 000 Játékvezető: Kiss Béla (magyar) |

| 9. forduló 2001. szeptember 15. |

| Kispest–Honvéd | 1 – 3   | FC Sopron                           |
| -------------- | ------- | ----------------------------------- |
| Sasu 73'       | (0 – 1) | Sira 4' 80' Szabados 66' Vincze 60' |

| Bozsik József Stadion, Budapest Nézőszám: 1 500 Játékvezető: Arany Tamás (magyar) |

| 10. forduló 2001. szeptember 22. |

| FC Sopron                       | 1 – 4   | Újpest                                   |
| ------------------------------- | ------- | ---------------------------------------- |
| Sira 56' Orabinec 39' Bausz 74' | (0 – 1) | Tamási 37' Erős 58' Vágner 59' Dvéri 81' |

| Káposztás utcai Stadion, Sopron Nézőszám: 4 500 Játékvezető: Szarka Zoltán (magyar) |

| 11. forduló 2001. szeptember 30. |

| Debreceni VSC   | 1 – 0   | FC Sopron                                     |
| --------------- | ------- | --------------------------------------------- |
| Majoroš 68' 37' | (0 – 0) | Salagean 28' Tóth M. 39' Vincze 55' Varga 58' |

| Oláh Gábor utcai stadion, Debrecen Nézőszám: 5 000 Játékvezető: Megyebíró János (magyar) |

| 12. forduló 2001. október 13. |

| FC Sopron | 1 – 4   | Videoton                                       |
| --------- | ------- | ---------------------------------------------- |
| Sira 88'  | (0 – 2) | Pomper 36' Földes 40' Komódi 57' Kiskapusi 89' |

| Káposztás utcai Stadion, Sopron Nézőszám: 3 500 Játékvezető: Juhos Attila (magyar) |

| 13. forduló 2001. október 20. |

| Dunaferr SE                          | 2 – 0   | FC Sopron            |
| ------------------------------------ | ------- | -------------------- |
| Tököli 50' 63' Molnár 53' Bagoly 73' | (0 – 0) | Tóth I. 21' Nagy 29' |

| Dunaújváros Nézőszám: 3 000 Játékvezető: Bede Ferenc (magyar) |

| 14. forduló 2001. október 24. |

| FC Sopron                       | 1 – 1   | Haladás                                            |
| ------------------------------- | ------- | -------------------------------------------------- |
| Tóth M. 10' Nagy 40' Vincze 53' | (1 – 1) | Preisinger 25' 73' Némethy 37' Japa 50' Takács 79' |

| Káposztás utcai Stadion, Sopron Nézőszám: 2 500 Játékvezető: Kiss Béla (magyar) |

| 15. forduló 2001. október 28. |

| Ferencváros                                        | 3 – 3               | FC Sopron                                  |
| -------------------------------------------------- | ------------------- | ------------------------------------------ |
| Jović 53' Dragóner 54' 63' Zombori 61' Kriston 36' | (0 – 2) Jegyzőkönyv | Tóth M. 9' Nagy 15' Csiszár 73' (11-esből) |

| Üllői út, Budapest Nézőszám: 6 000 Játékvezető: Sápi Csaba (magyar) |

| 16. forduló 2001. november 3. |

| FC Sopron               | 2 – 1   | Vasas                             |
| ----------------------- | ------- | --------------------------------- |
| Salagean 3' Tóth M. 78' | (1 – 1) | Tóth N. 38' Gyánó 64' Hegedűs 68' |

| Káposztás utcai Stadion, Sopron Nézőszám: 3 000 Játékvezető: Ábrahám Attila (magyar) |

| 17. forduló 2001. november 10. |

| Győri ETO                 | 1 – 3   | FC Sopron                                  |
| ------------------------- | ------- | ------------------------------------------ |
| Rósa D. 73' Nyicsenko 40' | (0 – 2) | Sira 10' Tóth M. 28' Nagy 53' Salagean 32' |

| Rába ETO Stadion, Győr Nézőszám: 3 000 Játékvezető: Makai János (magyar) |

| 18. forduló 2001. november 17. |

| FC Sopron   | 0 – 0   | MTK Hungária |
| ----------- | ------- | ------------ |
| Csiszár 39' | (0 – 0) | Madar 71'    |

| Káposztás utcai Stadion, Sopron Nézőszám: 3 500 Játékvezető: Juhos Attila (magyar) |

| 19. forduló 2001. november 21. |

| Zalaegerszegi TE                           | 4 – 1   | FC Sopron   |
| ------------------------------------------ | ------- | ----------- |
| Waltner 62' 65' 68' Egressy 90+3' Nagy 58' | (0 – 0) | Tóth I. 85' |

| ZTE Stadion, Zalaegerszeg Nézőszám: 7 500 Játékvezető: Kassai Viktor (magyar) |

| 20. forduló 2001. november 24. |

| FC Sopron                                                              | 2 – 3   | Kispest–Honvéd                            |
| ---------------------------------------------------------------------- | ------- | ----------------------------------------- |
| Horváth 4' Tóth M. 88' Tóth I. 52' Somogyi 57' Orabinec 82' Sifter 90' | (1 – 3) | Piroska 9' Pintér 19' Sasu 30' Müller 45' |

| Káposztás utcai Stadion, Sopron Nézőszám: 2 500 Játékvezető: Arany Tamás (magyar) |

| 21. forduló 2001. december 9. |

| Újpest                                    | 2 – 1   | FC Sopron             |
| ----------------------------------------- | ------- | --------------------- |
| Dvéri 29' Tokody 71' Erős 33' Herczeg 85' | (1 – 0) | Tóth M. 67' Varga 90' |

| Megyeri út, Budapest Nézőszám: 800 Játékvezető: Kiss Béla (magyar) |

- Elhalasztott mérkőzés.

| 22. forduló 2001. december 5. |

| FC Sopron                                                | 2 – 2   | Debreceni VSC                                                             |
| -------------------------------------------------------- | ------- | ------------------------------------------------------------------------- |
| Horváth 19' Somogyi 80' Szabados 42' Vincze 60' Nagy 80' | (1 – 1) | Tiber 1' Nenadić 90' 89' Plókai 16' Sketiani 50' Ulveczki 55' Majoroš 87' |

| Káposztás utcai Stadion, Sopron Nézőszám: 2 000 Játékvezető: Szarka Zoltán (magyar) |

#### Tavaszi fordulók
| 23. forduló 2002. március 2. |

| Videoton             | 0 – 0   | FC Sopron                |
| -------------------- | ------- | ------------------------ |
| Dvéri 61' Terjék 77' | (0 – 0) | Praženica 74' Pintér 75' |

| Sóstói Stadion, Székesfehérvár Nézőszám: 4 000 Játékvezető: Bede Ferenc (magyar) |

| 24. forduló 2002. március 10. |

| FC Sopron              | 2 – 0   | Dunaferr SE |
| ---------------------- | ------- | ----------- |
| Horváth 1' Tóth M. 59' | (1 – 0) | Éger 51'    |

| Káposztás utcai Stadion, Sopron Nézőszám: 3 800 Játékvezető: Kiss Béla (magyar) |

| 25. forduló 2002. március 16. |

| Haladás                             | 1 – 1   | FC Sopron                           |
| ----------------------------------- | ------- | ----------------------------------- |
| Leandro 58' Flávio Pim 62′ Tóth 90′ | (0 – 1) | Sira 34' Vincze 33′, 65′ Pintér 60' |

| Rohonci úti stadion, Szombathely Nézőszám: 7 000 Játékvezető: Juhos Attila (magyar) |

| 26. forduló 2002. március 23. |

| FC Sopron                | 2 – 1               | Ferencváros |
| ------------------------ | ------------------- | ----------- |
| Somogyi 25' Javrujan 57' | (1 – 1) Jegyzőkönyv | Gera 42'    |

| Káposztás utcai Stadion, Sopron Nézőszám: 5 000 Játékvezető: Bede Ferenc (magyar) |

| 27. forduló 2002. március 30. |

| Vasas                                           | 2 – 2   | FC Sopron                              |
| ----------------------------------------------- | ------- | -------------------------------------- |
| Aranyos 26' Zrlić 81' Hegedűs 63' Schindler 66' | (1 – 1) | Horváth 36' 51' Bausz 79' Farkas 90+1' |

| Fáy utca, Budapest Nézőszám: 4 000 Játékvezető: Megyebíró János (magyar) |

| 28. forduló 2002. április 6. |

| FC Sopron           | 2 – 2   | Győri ETO                                      |
| ------------------- | ------- | ---------------------------------------------- |
| Tóth I. 20' 72' 89' | (1 – 1) | Semenik 11' 62' Gögh 21' Andre 40' Golović 86' |

| Káposztás utcai Stadion, Sopron Nézőszám: 6 000 Játékvezető: Szabó Zsolt (magyar) |

| 29. forduló 2002. április 10. |

| MTK Hungária                       | 1 – 0   | FC Sopron                |
| ---------------------------------- | ------- | ------------------------ |
| Zavadszky 5' Horváth 33' Lazić 74' | (1 – 0) | Szabados 66' Tóth M. 86' |

| Hidegkuti Nándor Stadion, Budapest Nézőszám: 1 080 Játékvezető: Solymosi Péter (magyar) |

| 30. forduló 2002. április 13. |

| FC Sopron                          | 2 – 0   | Zalaegerszegi TE         |
| ---------------------------------- | ------- | ------------------------ |
| Sira 12' 55' Tóth M. 19' Fehér 54' | (2 – 0) | Balog 51' Ljubojević 64' |

| Káposztás utcai Stadion, Sopron Nézőszám: 3 000 Játékvezető: Kassai Viktor (magyar) |

| 31. forduló 2002. április 20. |

| Kispest–Honvéd                                        | 1 – 0   | FC Sopron                          |
| ----------------------------------------------------- | ------- | ---------------------------------- |
| Sasu 77' Dubecz 21' Füzi 24' Faragó 44' Torghelle 70' | (0 – 0) | Praženica 8' Pintér 37' Vincze 85' |

| Bozsik József Stadion, Budapest Nézőszám: 1 000 Játékvezető: Szabó Zsolt (magyar) |

| 32. forduló 2002. április 24. |

| FC Sopron                                                        | 3 – 1   | Újpest                                  |
| ---------------------------------------------------------------- | ------- | --------------------------------------- |
| Tóth M. 6' 29' Somogyi 18' Szabados 78' Csiszár 90' Pintér 90+2' | (3 – 0) | Móri 51' 60' Korolovszky 6' Piroska 23' |

| Káposztás utcai Stadion, Sopron Nézőszám: 4 800 Játékvezető: Makai János (magyar) |

| 33. forduló 2002. április 27. |

| Debreceni VSC | 0 – 0   | FC Sopron  |
| ------------- | ------- | ---------- |
| Majoroš 41'   | (0 – 0) | Vincze 41' |

| Oláh Gábor utcai stadion, Debrecen Nézőszám: 2 800 Játékvezető: Világi Balázs (magyar) |

| 34. forduló 2002. május 3. |

| FC Sopron                                | 2 – 2   | Vasas                                                     |
| ---------------------------------------- | ------- | --------------------------------------------------------- |
| Tóth M. 47' 49' Csiszár 90+1' Pintér 52' | (0 – 1) | Váczi 14' Polonkai 51' Hrutka 10′ Bükszegi 72' Hámori 90' |

| Káposztás utcai Stadion, Sopron Nézőszám: 2 400 Játékvezető: Bede Ferenc (magyar) |

| 35. forduló 2002. május 11. |

| FC Sopron                                   | 3 – 3   | Kispest–Honvéd                                          |
| ------------------------------------------- | ------- | ------------------------------------------------------- |
| Javrujan 16' Bausz 47' Sira 55' Somogyi 60' | (1 – 1) | Torghelle 42' Faragó 74' Sasu 90+3' Dulca 13' Téger 61' |

| Káposztás utcai Stadion, Sopron Nézőszám: 6 000 Játékvezető: Kassai Viktor (magyar) |

| 36. forduló 2002. május 18. |

| FC Sopron              | 1 – 1   | Debreceni VSC                        |
| ---------------------- | ------- | ------------------------------------ |
| Tóth I. 50' Pintér 48' | (0 – 0) | Sketiani 81' Majoroš 31' Kerekes 90' |

| Káposztás utcai Stadion, Sopron Nézőszám: 3 500 Játékvezető: Juhos Attila (magyar) |

| 37. forduló 2002. május 22. |

| Győri ETO                       | 0 – 0   | FC Sopron                                               |
| ------------------------------- | ------- | ------------------------------------------------------- |
| Bognár 9' Golović 30' Stark 66' | (0 – 0) | Horváth 33' Orabinec 34' Fehér 54' Sira 66' Csiszár 79' |

| Rába ETO Stadion, Győr Nézőszám: 3 000 Játékvezető: Szabó Zsolt (magyar) |

| 38. forduló 2002. május 25. |

| FC Sopron                  | 1 – 3   | Haladás                                                              |
| -------------------------- | ------- | -------------------------------------------------------------------- |
| Tóth M. 68' 88' Perger 25' | (0 – 1) | Halmosi 21' Preisinger 46' Filipović 59' 75' Tóth P. 19' Leandro 72' |

| Káposztás utcai Stadion, Sopron Nézőszám: 2 000 Játékvezető: Ábrahám Attila (magyar) |

#### Végeredmény (Alsóház)
| #  | Csapat                 | J  | Gy | D  | V  | Rg | Kg | Gk  | P  | Megjegyzés                  |
| -- | ---------------------- | -- | -- | -- | -- | -- | -- | --- | -- | --------------------------- |
| 7  | Kispest Honvéd FC      | 38 | 12 | 11 | 15 | 51 | 70 | -19 | 47 | 2002-es UEFA-Intertotó-kupa |
| 8  | MATÁV FC Sopron        | 38 | 10 | 14 | 14 | 54 | 60 | -6  | 44 |                             |
| 9  | Netforum-Debreceni VSC | 38 | 9  | 17 | 12 | 47 | 53 | -6  | 44 |                             |
| 10 | Győri ETO FC           | 38 | 10 | 14 | 14 | 51 | 64 | -13 | 44 |                             |
| 11 | s.Oliver-Haladás VFC   | 38 | 9  | 13 | 16 | 48 | 71 | -23 | 40 | Kiesett az NB I/B-be        |
| 12 | Vasas SC               | 38 | 7  | 11 | 20 | 51 | 78 | -27 | 32 | Kiesett az NB I/B-be        |

## Külső hivatkozások
- A csapat hivatalos honlapja